# Mersinli, Salihli
Mersinli là một thị trấn thuộc huyện Salihli, tỉnh Manisa, Thổ Nhĩ Kỳ. Dân số thời điểm năm 2011 là 1.574 người.